# رسا، ولز
رسا (به انگلیسی: Rassau) یک منطقهٔ مسکونی در بریتانیا است که در بلاینای گونت واقع شده‌است. رسا ۳٬۲۳۴ نفر جمعیت دارد.